# Ben Carson
Benjamin Solomon Carson Sr. (Detroit, 18 settembre 1951) è un medico, chirurgo e politico statunitense, dal 2017 al 2021 Segretario della Casa e dello Sviluppo Urbano nell'amministrazione Trump.
Dal 1984 al 2013 fu direttore del dipartimento di Neurochirurgia Pediatrica al Johns Hopkins Hospital. Nel 2008 ha ricevuto dal Presidente George W. Bush la medaglia presidenziale della libertà, una delle maggiori onorificenze civili negli Stati Uniti.
Il suo patrimonio si aggira intorno ai 30 milioni di dollari.
Annunciò che avrebbe tentato di ottenere la nomination del Partito Repubblicano per le elezioni presidenziali del 2016, ma si ritirò dalla campagna elettorale durante le votazioni.

## Biografia

### Background ed educazione
Sua madre, Sonya Carson, era una giovane poco istruita, che contrasse matrimonio a solo tredici anni. Il marito abbandonò la famiglia dopo che Sonya scoprì che aveva un'altra moglie e altri figli. Si ritrovò sola, con scarse possibilità economiche e con due figli da mantenere. Nonostante tutto, incoraggiò sempre i figli con positività dando molta forza ad entrambi. La sua dedizione e il suo spirito di sacrificio ebbero un profondo impatto sulla vita di Ben. La separazione e il divorzio spinsero Sonya in uno stato di profonda depressione, per cui si fece ricoverare in un ospedale psichiatrico, preferendo comunque non rivelarlo ai figli. Con il tempo si ristabilì dalla depressione, ma per lei non fu facile ritornare alla vita normale.
Nel 1959 la famiglia decise di trasferirsi a Boston, rimanendoci fino al 1961. Nel frattempo Sonya lavorava duramente nelle case di gente ricca, come baby-sitter e domestica. Si interessò sempre molto dell'istruzione dei suoi figli, tanto che li obbligò a leggere e a riassumere due libri alla settimana. Tornarono nella casa dove avevano vissuto prima del divorzio e Benjamin si iscrisse al liceo Hunter, una scuola a maggioranza di allievi di colore, e fu un allievo eccellente.
Nell'autunno 1969 Ben fu accettato all'università Yale e gli fu anche offerta una borsa di studio accademica pari al 90% della retta. Durante i suoi anni di studio svolse diversi tipi di lavori per mantenersi: lavorò in un laboratorio di biologia, in un ufficio paghe, come spazzino, in una posta, in un'azienda di automobili e in un laboratorio di radiologia.
A Yale mentre frequentava il terzo anno conobbe la sua futura moglie Lacena Rustin, violino nell'orchestra sinfonica di Yale. Ben si diplomò nel 1973 con un discreto punteggio, iscrivendosi poi ad “Ann Arbor”, la facoltà di medicina del Michigan, una delle migliori degli Stati Uniti. Nell'estate tra il diploma e l'università medica lavorò in un'acciaieria dove divenne cosciente di possedere un'ottima coordinazione occhio-mano, che in seguito lo fece diventare un ottimo chirurgo.
Fin dai primi tirocini nel reparto di neurochirurgia furono evidenti le doti di Ben: inventò un metodo semplice per localizzare il foro ovale, che si trova alla base del cranio. Il forte interesse per la neurochirurgia, il crescente interesse per lo studio del cervello e il talento della coordinazione occhio-mano furono gli ingredienti fondamentali del suo successo.

### Carriera universitaria al Johns Hopkins University
Nell'autunno del 1976 inviò una domanda per l'internato in neurochirurgia al Johns Hopkins Hospital, ospedale che accettava solo due studenti all'anno e venne assunto. Nel 1975 Ben e Candy si sposarono tra il secondo e il terzo anno di medicina trasferendosi a Baltimora. Durante il suo internato incontrò diversi pazienti che avevano dei pregiudizi e che non volevano essere curati da un medico nero. Ben sentì un obbligo morale di diventare un modello per i giovani neri. Nel corso di tutti i suoi tirocini aveva ottenuto diversi apprezzamenti e riconoscimenti. Terminato l'internato, venne accolto nel programma interno di neurochirurgia al Johns Hopkins Hospital, dove rimase dal 1978 al 1982. Grazie a uno studio su un modello di tumore cerebrale, compiuto insieme al dottor Jim Anderson, ottenne il premio di internista dell'anno.
Nel giugno 1983 divenne titolare di neurochirurgia dell'ospedale di Perth in Australia. In quell'anno fece molta esperienza in chirurgia, tanto che la sua abilità si ampliò notevolmente. Il 12 settembre 1983 nacque il loro primo figlio, Murray Nedlands Carson. Tornato nell'estate 1984 a Baltimora riprese a lavorare alla Hopkins.
Dopo pochi mesi dal suo rientro, il primario della neurochirurgia pediatrica diede le dimissioni, per cui,  a soli 33 anni ricevette l'incarico. Molti pazienti si stupirono della sua giovane età, ma nessuno rifiutò un suo intervento, perché la sua fama e la sua bravura lo precedevano.
A un anno dalla sua nomina al Johns Hopkins Hospital affrontò uno degli interventi più difficili della sua vita: eseguì la sua prima emisferectomia su una bambina di nome Maranta Francisco. L'esito del caso ebbe un effetto straordinario oltre che per la sua carriera, anche sull'atteggiamento della professione medica verso un procedimento chirurgico controverso con molti e potenziali effetti collaterali e un'alta mortalità associata. La bambina era affetta da un'encefalite di Rasmussen, un'infiammazione del tessuto cerebrale estremamente rara, che le provocava fino a cento convulsioni al giorno. Questa malattia progredisce lentamente ma inesorabilmente, fino a portare alla paralisi di un lato del corpo, a un ritardo mentale e infine alla morte. Ben rimosse la parte sinistra del cervello, e, dopo dieci ore di intervento la bambina si svegliò riuscendo sia a parlare che a muovere le varie parti del corpo. Da quel momento in poi non subì più attacchi epilettici. Fu un successo così straordinario che monopolizzò i telegiornali e i quotidiani per giorni e giorni. Ben utilizzò questa pratica in molti interventi ed ebbe molto successo in quanto veniva eseguita su pazienti idonei e l'équipe di medici e infermieri lavorava straordinariamente bene insieme, ottenendo eccellenti risultati.

### La separazione dei gemelli siamesi
Nel 1987, Ben entrò nella storia della medicina con un intervento chirurgico necessario per separare una coppia di gemelli siamesi. I gemelli Binder, Benjamin e Patrick, erano nati uniti nella parte posteriore della testa. Le operazioni di gemelli separati uniti in questo modo erano sempre fallite, causando la morte di uno o di entrambi i bambini. La nascita di gemelli siamesi uniti in una parte del corpo, si verifica una volta ogni 70 000 - 100 000 nascite, mentre il caso di gemelli uniti per la testa si verifica solo una volta ogni 2-2,5 milioni di nascite.
La madre dei bambini, Theresa Binder, dalla Germania aveva cercato un medico disposto a eseguire l'intervento. Tutti le avevano detto che non era possibile, che si doveva necessariamente sacrificare uno dei due piccoli. Ben accettò di operarli, con la consapevolezza che sarebbe stato un intervento molto rischioso.
Il Dottor Mark Rogers, direttore della terapia intensiva pediatrica alla Hopkins, coordinò l'imponente impresa. Riunirono sette anestesisti pediatrici, cinque neurochirurghi, due cardiochirurghi, cinque chirurghi plastici e dozzine di infermiere e tecnici, in tutto una settantina di persone. Furono necessari cinque mesi per programmare e preparare accuratamente l'intervento. L'operazione sui gemellini di sette mesi iniziò sabato 5 settembre 1987 alle 7:15 e durò 22 ore. Ben avrebbe separato i gemelli, poi Donlin Long avrebbe operato su un bambino e Ben sull'altro. Dopo la separazione i gemelli dovettero affrontare un ostacolo potenzialmente mortale.
Attuato un arresto ipotermico, prima di poter ripristinare il flusso sanguigno, Carson e Long dovevano modellare una nuova vena sagittale da frammenti del pericardio preparati in precedenza. Dopo aver rimesso in funzione il cuore dei bambini si scontrarono con un altro grande ostacolo: un'emorragia massiva di tutti i piccoli vasi sanguigni del cervello incisi durante l'intervento. Le riserve di sangue stavano terminando, ma riuscirono a ottenere dieci flaconi dalla Croce Rossa Americana. Al termine dell'operazione i gemelli avevano ricevuto sessanta trasfusioni, diverse dozzine in più di quelle che sarebbe stato necessario per il loro normale volume sanguigno.
La squadra medica aveva programmato che la testa dei gemelli venisse ricoperta da una struttura a rete in titanio, ideata da Craig Dufresne, mescolata con un impasto di ossa polverizzate estratte dal cranio stesso dei bambini. Alla fine queste ossa sarebbero cresciute tra gli interstizi, senza bisogno di rimuoverle in seguito. Non vi era cuoio capelluto a sufficienza per coprire ambedue le teste dei bimbi, così chiusero la testa di Benjamin con una struttura chirurgica, non riuscendo ad installare la copertura in titanio. Dopo aver completato l'intervento posero per dieci giorni i bambini in coma artificiale, per dare ai piccoli cervelli traumatizzati dall'operazione una possibilità di recupero senza danni successivi.
L'assistenza postchirurgica fu eccezionale quanto l'operazione. I bambini, terminato l'effetto del fenobarbital, aprirono gli occhi e iniziarono a guardarsi intorno. Tuttavia tre settimane prima di tornare in Germania Patrick aspirò il cibo nei polmoni subendo un arresto respiratorio. Soffrì di un danno cerebrale, ma non si sapeva quanto fosse esteso. Quando i gemelli lasciarono il Johns Hopkins Hospital il bimbo fece dei progressi. Fu un intervento storico che segnò la storia della medicina.

### Carriera e malattia
Ben scrisse tre bestseller: Mani miracolose, Think big e The big Picture. Il primo era un'autobiografia, mentre negli altri due esponeva la sua filosofia di vita. Questi libri hanno avuto molto successo non solo in America, ma anche in altri paesi, essendo stati tradotti in molte lingue.
Nel 2002 gli venne diagnosticato un cancro alla prostata. Dopo questa malattia, decise di fare dei cambiamenti nella sua vita cercando di trascorrere più tempo in famiglia. Nonostante tutto operò più di trecento bambini in un anno. Nel 2009 è uscito il film Gifted Hands - Il dono dedicato alla sua vita, nel quale Ben è interpretato da Cuba Gooding Jr..

## Elezioni Presidenziali del 2016
Il 4 maggio 2015 annunciò la sua candidatura alle primarie repubblicane come Presidente degli Stati Uniti.
La sua candidatura fu inizialmente ritenuta marginale, perché era privo di qualsiasi esperienza pubblica. Tuttavia, in una elezione caratterizzata dall'estrema imprevedibilità, Carson ottenne dai sondaggi nazionali un inaspettato terzo posto col 9,5%, subito dietro al conservatore moderato Jeb Bush (13%) e al governatore del Wisconsin, il cristiano-conservatore Scott Walker (12%), e superando persino il rampante senatore del Kentucky Rand Paul, quarto con l'8,5%.
Questo successo iniziale era dovuto probabilmente alle sue posizioni ultraconservatrici e anti-establishment in tema di immigrazione e sui temi più cari all'elettorato repubblicano, a suo tempo deluso e arrabbiato.
Con la discesa in campo del miliardario newyorkese Donald Trump, che diventerà presto il vincente fra i candidati repubblicani grazie alle sue posizioni radicali in contrasto con l'apparato repubblicano, Carson resterà secondo nei sondaggi con il 22% a un'incollatura proprio da Trump col 29% (per alcuni sondaggi addirittura primo) restringendo la lotta per la nomination a uno scontro a due (l'ex favorito Bush era terzo con solo il 6,5%).

## Posizioni politiche
Il Dottor Carson politicamente ha le seguenti posizioni:
- Contrario all'aborto, anche nei casi di incesto, stupro o pericolo di vita della madre.
- Contrario a qualsiasi limitazione in tema di cambiamenti climatici asserendo che non è scientificamente provato che siano causati dall'attività umana.
- Contrario all'innalzamento del salario minimo.
- Favorevole alle politiche di azzeramento del debito.
- Favorevole all'aumento dell'età pensionabile.
- Favorevole ad una legge per differenziare le banche commerciali da quelle di affari.
- Contrario al Partenariato Trans-Pacifico (TPP).
- Favorevole all'istruzione privata rispetto a quella pubblica che, secondo la sua opinione, a volte era troppo politicizzata e ideologica: secondo lui, in certi casi, coloro che sono usciti da quel tipo di formazione "... potrebbero aderire all'ISIS".
- Contrario a qualsiasi limitazione del controllo delle armi.
- A favore di una politica estera "muscolare", sia contro la Russia in Ucraina, che contro il Califfato in Iraq, stati che minacciano la sostenibilità energetica Usa, mentre ha aperto sullo Stato di Palestina.
- Ha affermato che lo Stato americano odierno ha affinità con la Germania nazista perché, secondo lui, si "ha paura anche ad esprimersi" inserendosi, con questa provocazione, nella critica al "politically correct", molto usata durante le primarie del 2016 in campo repubblicano.
- Ha definito la riforma sanitaria Obamacare peggiore della schiavitù perché asservisce il personale medico al governo.
- È favorevole ad una rigida regolamentazione dell'immigrazione appoggiando l'idea di sigillare il confine con il Messico, fino ad usare i droni per bombardare le grotte dove si nascondono gli irregolari, non potendo escludere che le migrazioni possano favorire la proliferazione dell'ISIS.
- Considera l'Islam radicale in contrasto con i principi costituzionali americani ammettendo che potrebbe essere un problema avere un presidente con questa fede.
- Vuole una flat tax per le fasce di reddito medio-alto eliminando decontribuzioni e sgravi fiscali.
- Infine ha criticato duramente l'establishment repubblicano giudicato troppo incline al compromesso con Obama, promuovendo idee più radicali e conservatrici vicine ai Tea Party.

## Le elezioni presidenziali
L'estate del 2015 fu dominata dal duello Trump-Carson per la nomination, un "duello" privo di attacchi ma "ricco" di posizioni di stima e condivisione tra gli sfidanti. Questa strategia fece ipotizzare un possibile accordo presidenziale dopo le primarie. Dopo il dibattito tenutosi l'11 novembre 2015, in cui i due apparirono in chiara difficoltà sui temi economici, i candidati trovarono rilancio dalla sfida dell'ultraconservatore senatore del Texas Ted Cruz, il candidato dei Tea Party e il senatore della Florida Marco Rubio, entrambi di origini cubane. Entrambi riuscirono ad eliminare Carson dalla contesa contro Trump, che, grazie all'attenzione mediatica ricevuta dopo gli attacchi jihadisti di Parigi, riuscì a rilanciare la sua popolarità.
Il 1º febbraio 2016, il primo test elettorale del caucus dell'Iowa certifica il declino di Carson iniziato nel novembre 2015, declino che lo tenne lontano dalla nomination: 4° su 12 col 9,3% pari a 17 355 voti conquistando solo tre delegati, e lontano dal podio dominato da Ted Cruz (28%), Donald Trump (24%) e Marco Rubio (23%), comunque ben al di sopra dei candidati moderati Paul e Bush confinati tra 4,5-3% grazie ad un elettorato evangelico ultraconservatore tipico dell'Iowa. Tuttavia dopo il voto Trump chiese di annullare la vittoria di Cruz o di ripetere il voto, in quanto, prima del caucus, i suoi sostenitori avrebbero fatto circolare la falsa notizia del ritiro di Carson, convincendo così gli indecisi evangelici di destra a sostenere il senatore ultraconservatore del Texas invece del neurochirurgo afroamericano. La stessa moglie di Carson confermò la manipolazione costringendo Cruz a scusarsi per l'accaduto, ma il risultato non venne comunque invalidato.
Il 7 febbraio 2016, nelle primarie del New Hampshire, stato liberal del New England, che vide il trionfo di Donald Trump (35%), Carson subì un tracollo, piazzandosi 9º su 10 candidati, con solo il 2,3%, pari a 6 550 voti, senza delegati, superando solo l'ex governatore della Virginia Jim Gilmore, piazzatosi ultimo posto con un misero 0,05%. Tuttavia, nonostante gli abbandoni eccellenti di altri candidati, Carson decise di proseguire la corsa, corsa che lo condurrà, il 20 febbraio 2016 alle primarie della Carolina del Sud dove si piazzerà ultimo, 6º su 6, col 7,2% pari a 52 352 voti, in uno scontro per il podio con John Kasich (7,6%) e Jeb Bush, ma lontanissimo dai primi posti che confermano Ted Cruz (22,3%), Marco Rubio (22,5%) e Donald Trump (32,5%), che, grazie al maggioritario, riesce ad accaparrarsi tutti i delegati della Carolina del Sud. Il 23 febbraio 2016, il caucus repubblicano in Nevada vide Carson sempre in basso, 4º su 5, con il 4,8% pari a 3 649 voti e 2 delegati, superando solo il Governatore dell'Ohio, il moderato John Kasich al 3,6%. Podio lontano anni luce da Donald Trump, primo con il 46%, seguito a distanza da Marco Rubio al 24% e da Ted Cruz al 21%. Appare chiaro come i voti ultraconservatori anti-establismen su Carson siano stati fagocitati dal ciclonico Trump, e come la corsa per la nomination si sia ristretta ad un duello a tre tra lo stesso Trump, Rubio e Cruz, mentre erano attesi, dopo il voto, il ritiro di Kasich e Carson. Tuttavia entrambi decisero di continuare a correre per il Super martedì, mossa ritenuta di sostegno a Trump.
Il 1º marzo 2016, 13 Stati votano per il caucus e le primarie, votazioni che misero in palio metà dei delegati per la nomination. Complessivamente Carson si piazzò ultimo con il 5,8% conquistando solo 487 257 voti pari a 3 delegati, superato da John Kasich col 6.4% con 11 delegati, Marco Rubio col 22% con 96 delegati, Ted Cruz col 29% pari a 219 delegati e Donald Trump col 34% pari a 256 delegati. Carson mediamente ottenne tra il 5-6%, si piazzò al fondo classifica insieme a John Kasich, che ottenne tra 6-7% dei voti. Carson ottenne il maggior consenso in Alaska con l'11%, tallonando Rubio al 15% per il terzo posto, mentre Kasich dovette accontentarsi del 4%. Il risultato peggiore Carson lo registrò con il 3% in Massachusetts. Per il resto, a parte l'Alabama dove ottenne il 10%, suo secondo miglior risultato grazie al quale si avvicinò al terzo posto di Rubio con il 19%, Carson sfida sempre Kasich per evitare l'ultimo posto: in Arkansas si piazzò quarto con il 6% contro il 4% di Kasich, come in Oklahoma, in Minnesota con il 7% ad un soffio dal 6% del rivale, in Tennessee con l'8% contro il 5%, mentre pareggiarono in Georgia (6%) e in Texas (4%), mentre giunse ultimo con il 6% in Virginia, contro il 9% del Governatore dell'Ohio, oppure in Vermont con il 4%. Qui Kasich col 30% contese la vittoria a Trump col 33% seguito da Rubio col 19% e Cruz con il 10%, ma soprattutto in Massachusetts dove con il 3% si piazzò ultimo, seguito da Cruz al 10% mentre a pari merito al 18% se la contesero Rubio e Kasich, con la vittoria straordinaria di Trump, che col 49%, raggiunse la percentuale più alta di tutta la campagna elettorale. Dopo il voto Carson ammise che non "vedeva più futuro per la sua corsa presidenziale, affermando che molte persone, pur avendo molta stima in lui, semplicemente non l'avrebbero votato" e annunciando che non avrebbe preso parte al dibattito repubblicano, ma senza ancora ufficialmente lasciare.
Il 4 marzo 2016 ha annunciato il suo ritiro dalla corsa per le presidenziali del 2016 criticando duramente i toni e le offese personali che l'hanno negativamente contraddistinta.
Carson fu il primo a lasciare dopo il Supermartedì mentre fu l'ottavo dopo un voto elettorale, dopo Jeb Bush (South Carolina), Jim Gilmore, Carly Fiorina e Chris Christie (New Hampshire), Rick Santorum, Rand Paul e Mike Huckabee (Iowa), il quattordicesimo in assoluto a lasciare dopo George Pataki, Lindsey Graham, Bobby Jindal, Scott Walker e Rick Perry. Fu il terzo afroamericano a ritirarsi in assoluto per le primarie di entrambi gli schieramenti, dopo il democratico Jesse Jackson nelle primarie del 1984, il repubblicano Alan Keyes nelle primarie del 2000 e 2008 e l'imprenditore Hermann Cain, ma primo e unico fra i repubblicani nel 2016. Molto atteso sarà il suo sostegno che tutti sono certi sarà dato a Donald Trump, vista l'affinità ideologica e il rapporto amichevole avuto in tutta la campagna nei confronti del poi futuro presidente.
Il 12 marzo 2016 diede il suo appoggio ufficiale a Donald Trump con cui condivise per tutta la campagna l'ortodossia ultraconservatrice e anti-establishment. Carson fu l'ottavo ex candidato repubblicano nella corsa presidenziale 2016 dopo Lindsey Graham (Bush), Rick Perry (Cruz), George Pataki (Rubio), Bobby Jindal (Rubio), Rick Santorum (Rubio), Chris Christie (Trump) e Carly Fiorina (Cruz), quarto dopo Santorum (Iowa), Christie (Nevada), Fiorina (Michigan-Mississippi-Hawaii-Idaho) a fare un appoggio elettorale dopo un voto elettorale. Fu il primo afroamericano in assoluto da ex candidato a fare un endorsement in una elezione primaria, primo in assoluto nel 2016 e primo fra i repubblicani. Carson fu il secondo in assoluto a sostenere Trump dopo il governatore del New Jersey, il moderato Chris Christie dopo il caucus del Nevada.

## Premi
Carson ricevette numerose onorificenze e riconoscimenti nel corso degli anni, tra i quali oltre 61 dottorati honoris causa. Fu inoltre membro della American Academy of Achievement, la Horatio Alger Association, la Alpha Omega Alpha Honor Medical Society, la Yale Corporation, della Yale University, e molte altre prestigiose organizzazioni. È membro del Consiglio di Amministrazione di Kellogg Company, Costco Wholesale Corporation, e America's Promise. Fu anche il presidente e cofondatore del "Fondo studi Carson", che riconosce borse di studio a giovani di ogni estrazione che si siano distinti per eccezionali risultati accademici e per doti umanitarie. Infatti il desiderio di Ben e sua moglie fu sempre quello di poter creare un fondo nazionale scolastico istituito per giovani che abbiano capacità negli studi riuscendo a realizzare i sogni di molti studenti brillanti, che, economincamente, non avrebbero avuto le possibilità di accedere a università prestigiose. Nel 2007, venne inserito nella Wesleyan Indiana University Society of World Changers ricevendo, come oratore, un dottorato onorario. Nel 2008 tornò alla IWU, insieme al suo amico, Tony Dungy.
Il 19 giugno 2008, Carson ha ricevuto la Medaglia Presidenziale della Libertà dal presidente George W. Bush. È un destinatario del Ford's Theatre Lincoln Medal, e, nel 2010 fu incaricato per l'Institute of Medicine, della United States National Academy of Sciences. Inoltre ha fondato due scuole: "Benjamin S. Carson Honors" e "Accademia di scienza" nel Wisconsin.

## Opere principali
- The Big Picture, Zondervan Publishing Co., Grand Rapids, Michigan, 2000
- Think big, Zondervan Publishing Co., Grand Rapids, Michigan, 2000
- Mani miracolose, Editrice Uomini Nuovi, Varese, 2008
- Corri il rischio, Editrice Uomini Nuovi, Varese, 2008